# Sephena dulena
Sephena dulena är en insektsart som beskrevs av Medler 2000. Sephena dulena ingår i släktet Sephena och familjen Flatidae. Inga underarter finns listade i Catalogue of Life.